# Война Даммера
Война Даммера (известна также как Война отца Раля, Четвёртая англо-абенакская война) — серия вооружённых конфликтов между Новой Англией и индейскими племенами абенаков, микмаков и алеситов, входивших в Вабанакскую конфедерацию, состоявшими в союзе с Новой Францией, имевшая место в период с 1722 по 1725 год.
Причиной войны стали пограничные споры между Великобританией и Францией: после британского завоевания Акадии в 1710 году вся континентальная Новая Шотландия оказалась под контролем англичан, однако современный Нью-Брансуик и почти весь современный Мэн оставались спорной территорией. Собственно боевые действия начались по причине расширения британских поселений в регионе. Одним из наиболее видных британских командующих в этой войне был лейтенант-губернатор Массачусетса Уильям Даммер, одним из руководителей индейских отрядов был французский священник Раль; в их честь этот конфликт и получил своё название.
Война завершилась победой британских войск, занятием территорий современного Мэна и Нью-Брансуика и отступлением коренного населения в Квебек. Война также стала первым конфликтом в Северной Америке, в ходе которого европейская держава (в данном случае Великобритания) подписывала мирный договор с представителями коренного населения.

## Предыстория

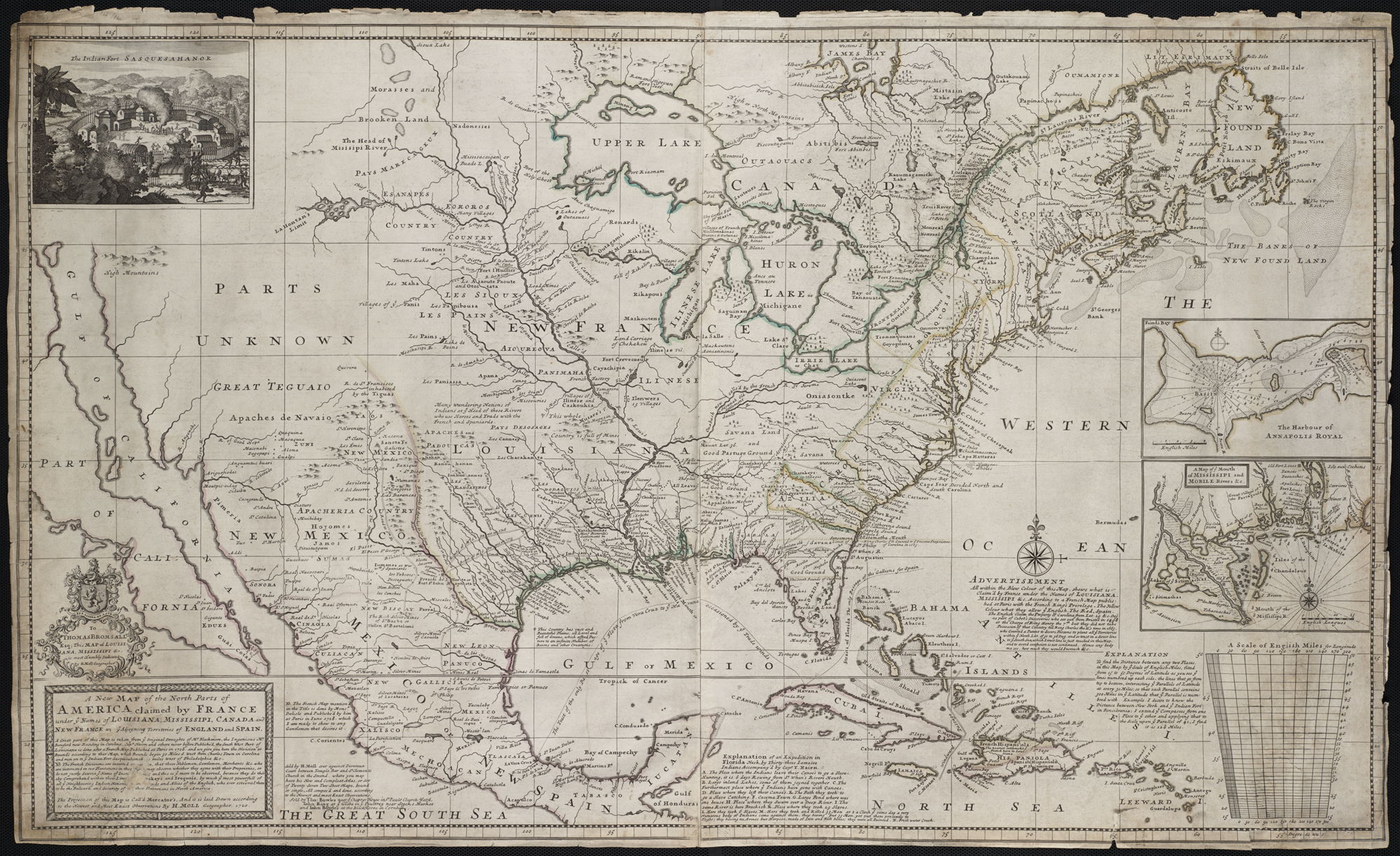
Карта Северной Америки, 1720

В 1713 году закончилась война за испанское наследство. По ее итогам были изменены колониальные границы в северо-восточной части Северной Америки, но в договоре не учитывались права индейцев на местные земли. Французская Акадия была передана Великобритании, которая образовала провинцию Новая Шотландия, хотя ее границы были спорными. Район, оспариваемый европейскими державами, состоял из земли между рекой Кеннебек (восточная часть штата Мэн) и перешейком Чиньекто (все современная канадская провинция Нью-Брансуик). Эта земля была занята несколькими алгонкинскими индейскими племенами, слабо связанными в Вабанакскую конфедерацию, которая также требовала суверенитета над большей части этой территории и препятствовала вторжениям британских поселенцев.
Губернатор штата Массачусетс Джозеф Дадли организовал крупную мирную конференцию в Портсмуте, Нью-Хэмпшир. В ходе переговоров индейские вожди устно возражали против британских утверждений о том, что французы уступили свою территорию Британии в восточной части штата Мэн и Нью-Брансуик, но согласились на подтверждение границ по реке Кеннебек и на создание британских торговых постов на их территории:107–110. Портсмутский договор был ратифицирован 13 июля 1713 года восемью представителями Конфедерации:162–163. В следующем году племенные лидеры абенаков также подписали договор, но микмаки не подписывали договор до 1726 года:97–98.

## Нарушения договора
После мирного договора поселения Новой Англии расширились к востоку от реки Кеннебек, и значительное число колонистов начали промысел в водах Новой Шотландии. Они построили рыболовный поселок в Кансо, посягнув на земли микмаков, которые провели набег на поселение и напали на рыбаков. В ответ губернатор Новой Шотландии Ричард Филиппс построил форт в Кансо в 1720 году , а губернаторы Массачусетса Джозеф Дадли и Сэмюэл Шют - форты вокруг устья реки Кеннебек: Форт-Джордж в Брансуике (1715), Форт-Менаску в Арросике (1717), Форт-Сент-Джордж в Томастоне (1720) и Форт-Ричмонд (1721) в Ричмонде:88,97. Между тем французы построили церкви в деревне абенаков Норриджвок в Мэдисоне, Мэн, на реке Кеннебек, и в деревне малеситов на реке Сент-Джон, а также учредили католическую миссию у пенобскотов. 
На встрече в Арросике, Мэн, в 1717 году, губернатор Шют и представители Конфедерации обсудили посягательства на земли индейцев и создания британских торговых постов. Сахем (вождь) кеннебеков Вивурна возражал против колонистов, создавших поселения на их земле; он утверждал, что индейцы имеют исключительные права на эти земли, в то время как Шют подтвердил колониальные права на расширение территории. Вабанаки были готовы признать существующие поселения, если будет определена четкая граница, за которую британцы не будут проникать в дальнейшем. Шют высокомерно ответил: «Мы желаем только того, что принадлежит нам, и что будет нашим»:174–176. 
В течение следующих нескольких лет колонисты Новой Англии продолжали селиться в землях индейцев к востоку от реки Кеннебек, Вабанаки отвечали угоном их скота. Кансо, Новая Шотландия, подвергался нападениям микмаков и французских войск в 1720 году, что еще больше усилило напряженность. Шют протестовал против присутствия французского священника, иезуита Себастьяна Раля, который жил среди кеннебеков в Норриджвоке, и потребовал, чтобы Раль был изгнан. В июле 1721 года индейцы ответили отказом и потребовал освободить заложников, которые были оставлены во время предыдущих переговоров, в обмен на поставку мехов, произведенных в порядке компенсации за их предыдущие рейды. Массачусетс не дал официального ответа.
Тогда Вабанаки подготовили письменный документ, подтверждавший их суверенные права на спорные районы, и устанавливавший границы, угрожая насилием в случае их нарушения:97. Шют отклонил этот договор как «наглый и угрожающий» и послал войска к Арросику:184 :119. Он также утверждал, что претензии Вабанаков были частью французских интриг, связанных с деятельностью отца Раля:185.

## Необъявленная война

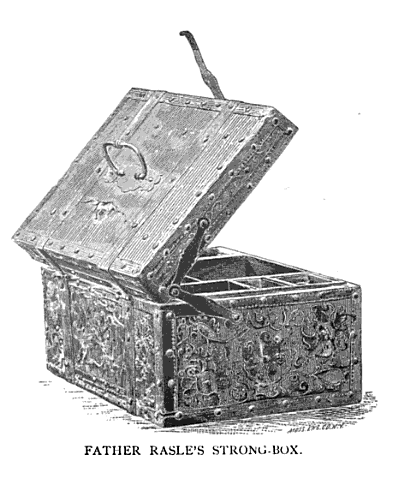
Сундук с перепиской отца Раля, захваченный во время рейда на Нориджвок (1722)

Губернатор Шют был убежден, что требования Вабанаков поддерживаются французами, поэтому отправил военную экспедицию под командованием полковника Томаса Уэстбрука из Томастона, чтобы захватить отца Раля в январе 1722 года:185. Большая часть племени находилось на охоте, и Уэстбрук с 300 солдат окружил Норриджвок, чтобы захватить Раля, но тот был предупрежден и бежал в лес. Солдаты обнаружили сундук Раля, а секретном отсеке - его переписку, согласно которой иезуит был агентом французского правительства Канады и обещал индейцам боеприпасы для изгнания колонистов из их поселений:109.
В ответ на набег на Норриджвок абенаки 13 июня совершили набег на Форт-Джордж:114, который находился под командованием капитана Джона Джилса. Они сожгли дома в деревне и взяли 60 пленных, большинство из которых были впоследствии освобождены:114 .
15 июля 1722 года отец Ловержа во главе отряда пенобскотов и малеситов на 12 дней осадил Форт-Сент-Джордж. Индейцы сожгли лесопилку, дома и убили скот. Пять поселенцев были убиты, а семеро взяты в плен, поселенцы, в свою очередь, убили 20 индейцев. После этого рейда Уэстбрук получил командование фортом:115. 
В ответ на нападение поселенцев на отца Раля в Норриджвоке 165 индейцев микмаков и малеситов собрались в Минасе (Гран-Пре, Новая Шотландия), чтобы осадить Аннаполис-Ройал:47. В мае 1722 года лейтенант-губернатор Джон Дукетт захватил 22 заложников-микмаков в целях предотвращения их нападений на столицу Новой Шотландии. В июле абенаки и микмаки блокировали Аннаполис-Ройал с намерением вызвать голод в городе. 
25 июля 1722 года губернатор Шют официально объявил войну Вабанакской конфедерации:185. Лейтенант-губернатор Уильям Даммер взял на себя ответственность за ведение войны от имени Массачусетса:186–188 :124, поскольку Шют отплыл в Англию в конце 1722 года из-за споров с провинциальным собранием.

## Восточный театр (Мэн и Нью-Хэмпшир)

### Кампания 1722 года

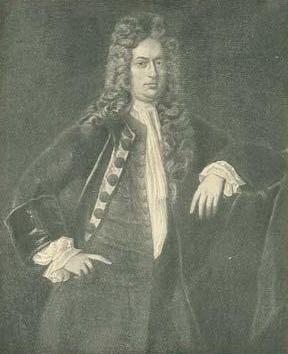
Лейтенант-губернатор (заместитель губернатора) Уильям Даммер

10 сентября 1722 года 400-500 микмаков атаковали Арросику, Мэн. Жители деревни успели отступить в форт, оставив индейцам деревню. Атакующие убили 50 голов крупного рогатого скота и подожгли 26 домов за пределами форта, а затем напали на форт, но успеха не добились.
В ту же ночь полковник Уолтон и капитан Харман прибыли с 30 ополченцами, к которым присоединились около 40 солдат из форта под командованием капитанов Пенхаллоу и Темпла. Объединенная сила из 70 человек атаковала индейцев, но обнаружив их численное превосходство отступила обратно в форт. Индейцы в конце концов ушли по реке, посчитав дальнейшие атаки на форт бесполезными:119.
По пути в Норриджвок индейцы атаковали Форт-Ричмонд:119. Они сожгли дома и убили скот, но форт не им поддался. Брансуик и другие поселения у устья Кеннебека были сожжены.
9 марта 1723 года полковник Томас Уэстбрук привел 230 солдат к реке Пенобскот и прошел 32 мили (51 км) вверх по течению до деревни пенобскотов. Здесь они обнаружили крепость примерно 70 на 50 ярдов (64 на 46 м), с 14-футовыми (4.3 м) стенами, окружавшую 23 вигвама. Также была обнаружена большая часовня (60 на 30 футов (18,3 на 9,1 м)). Деревня была пуста, и солдаты ее сожгли:120. 

### Кампания 1723 года
Вабанакская конфедерация провела в общей сложности 14 рейдов против городов вдоль границы Новой Англии на протяжении 1723 года, прежде всего в Мэне. Кампания началась в апреле и продолжалась до декабря, в ее ходе 30 человек были убиты или взяты в плен. Индейские атаки были настолько опасными вдоль границы Мэна, что Даммер приказал жителям эвакуироваться весной 1724 года. 

### Кампания 1724 года
Весной 1724 года Конфедерация организовала 10 рейдов на границе с Мэном, в результате которых были убиты, ранены или захвачены в плен более 30 поселенцев. В гавани Кеннебунк был захвачен шлюп, а весь его экипаж был казнен:125.
В то же время командование фортом Сент-Джордж в Томастоне было передано капитану Джосайе Уинслоу. 30 апреля 1724 года Уинслоу и сержант Харви с 17 ополченцами покинули форт на двух лодках и пошли вниз по реке к острову Грин. На следующий день лодки разделились, и приблизительно 200-300 абенаков атаковали и перебили Харви и его людей. Затем капитан Уинслоу окружил от 30 до 40 каноэ, который сошел с двух сторон реки и напал на него с большой яростью. Следом индейцы атаковали и Уинслоу, который также был убит вместе со своими солдатами:126.

### Рейд на Норриджвок

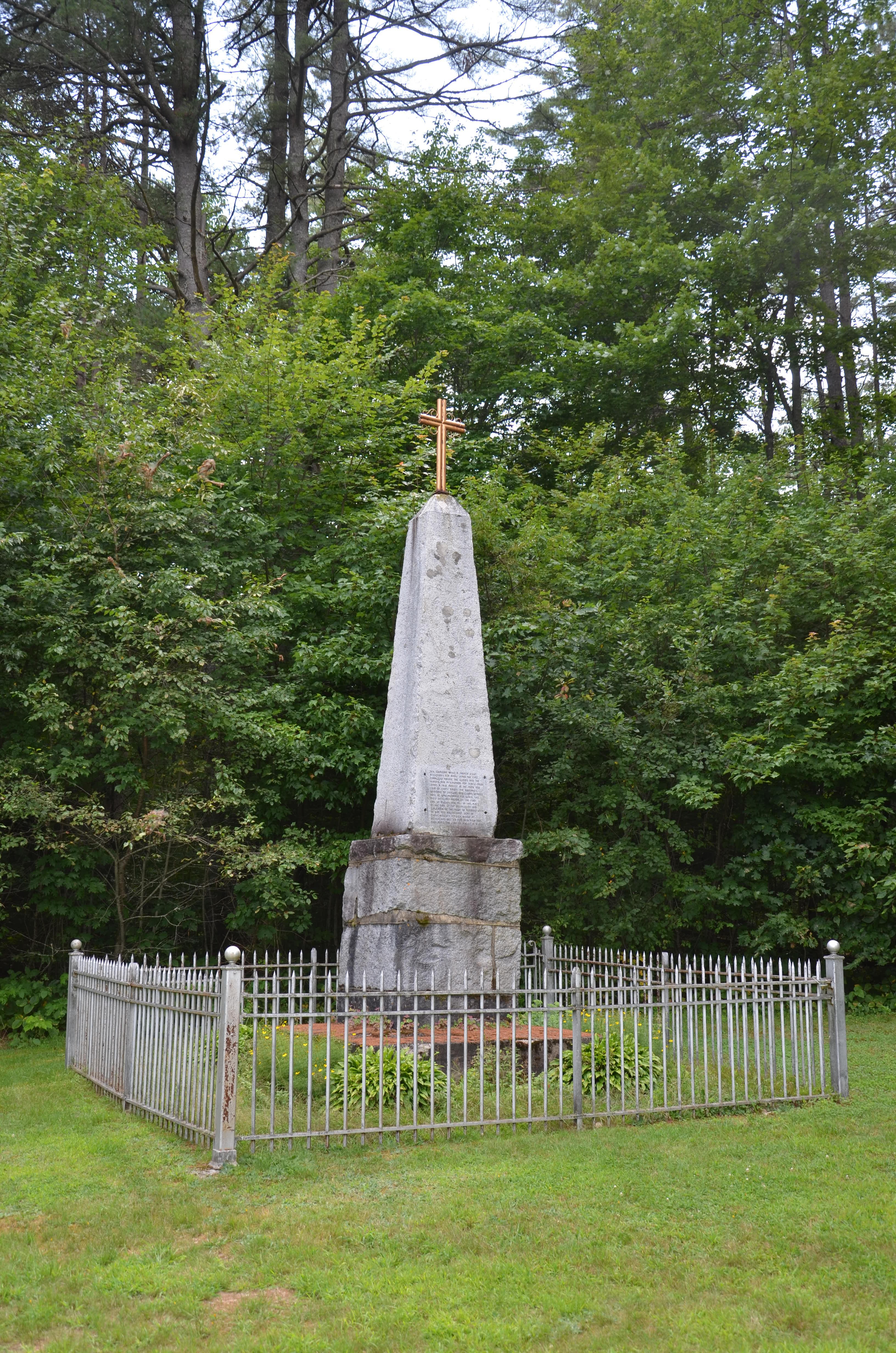
Памятник отцу Ралю на месте битвы за Норриджвок

Во второй половине 1724 года британцы начали наступление по рекам Кеннебек и Пенобскот:80. 22 августа капитан Молтон и капитан Хармон провели 200 ополченцев к Норриджвоку, чтобы убить отца Раля и уничтожить поселение. Деревню защищали 160 абенаков, но многие из них решили бежать, а не сражаться. Раль был убит уже в первые минуты битвы, как и вождь племени и почти 20 женщин и детей:80.
Колонисты потеряли 2 ополченцев и одного могавка. Хармон уничтожил поля абенаков и сжег деревню, бежавшие индейцы были внуждены двигаться на север в деревню Беканкур, Квебек:81 :123.

## Западный театр (Вермонт и западный Массачусетс)

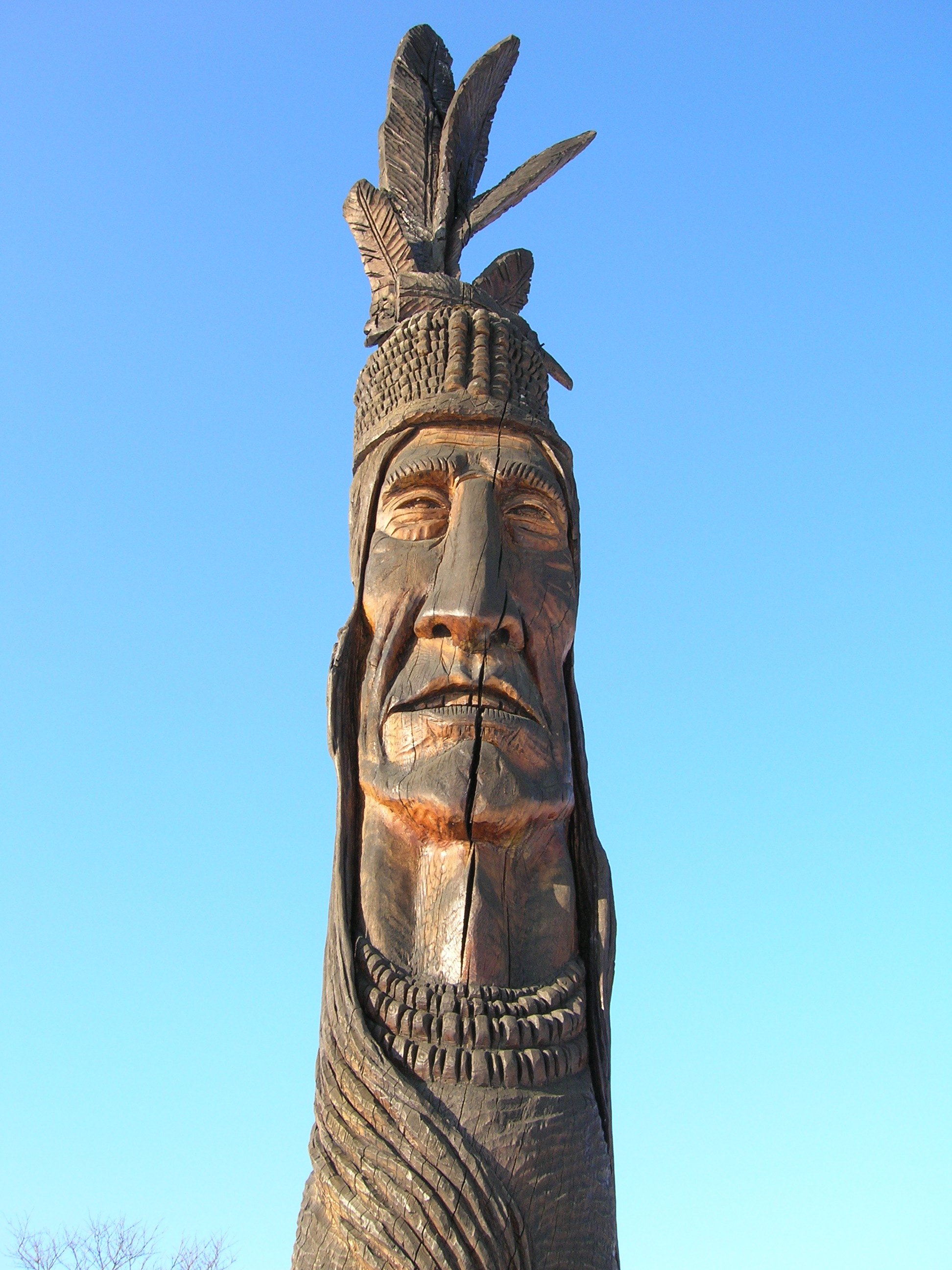
Памятник вождю Серому Локону, Вермонт

Западный театр войны также упоминается как «Война Серого Локона».
13 августа 1723 года вождь западных абенаков Серый Локон вступил в войну, совершив набег на Нортфилд, Массачусетс, четверо индейцев убили двух поселенцев возле Нортфилда. На следующий день они напали на Джозефа Стивенса и его четырех сыновей в Ратленде, Массачусетс. Стивенс сбежал, двое его сыновей были убиты, а двое других пленены:117. 9 октября 1723 года Серый Локон ударил по двум маленьким фортам возле Нортфилда, захватив одного пленника:119. 
В ответ губернатор Даммер приказал построить Форт-Даммер в Брэтлборо, Вермонт. Форт стал базой для операций по разведке и карательным экспедициям в земли абенаков:119. Форт стал первым постоянным поселением в Вермонте.
18 июня 1724 года Серый Локон напал на группу мужчин, работавших на лугу возле Хатфилда. Затем он атаковал Дирфилд, Нортфилд и Вестфилд. В ответ на рейды Даммер собрал больше солдат для защиты Норфилда, Брукфилда, Дирфилда и Сандерленда, Массачусетс:121. 
11 октября 1724 года 70 абенаков напали на Форт-Даммер и убили трех или четырех солдат. В сентябре 1725 года из Форт-Даммера был отправлен разведывательный отряд из шести человек. Серый Локон и еще 14 индейцев заманили их к западу на реке Коннектикут, убили двоих и пленив троих. Один разведчик бежал, а двое индейцев были убиты:126.

## Военный театр в Новой Шотландии
Губернатор Новой Шотландии начал кампанию по прекращению блокады микмаками Аннаполис-Ройала в конце июля 1722 года. Одна из таких операций привела к битве при Виннепанге, в которой погибли 35 индейцев и пять новоанглийцев. Колонисты обезглавили трупы индейцев и выставили насаженные на пики головы на укреплениях нового форта Кансо.
4 июля 1724 года 60 микмаков и малеситов совершили набег на Аннаполис-Ройал. Они убили и скальпировали сержанта и ранили еще четырех солдат, сожгли дома и взяли пленных:164–165. Поселенцы в ответ убили одного из заложников микмаков на том же месте, где был убит сержант. После рейда были построены еще три поста для защиты города.

## Мирные переговоры
Вожди племени пенобскотов выразили готовность вступить в мирные переговоры с Даммером в декабре 1724 года, хотя французы призывали их продолжить войну. Даммер объявил о прекращении военных действий 31 июля 1725 года после переговоров в марте:83. Условия предварительного соглашения обсуждались Даммером с вождями Лороном и Вэнемуэ и сначала касались только пенобскотов. Им было разрешено сохранить иезуитских священников. Письменное соглашение было переведено абенакам французским иезуитом Этьеном Ловерджа; вождь Лорон немедленно отрекся от своей подписи, так как письменные условия оказались отличными от устных договоренностей.
Несмотря на это, Лорон поддержал мир, отправив послания другим племенным вождям, хотя его посланники не смогли найти Серого Локона, который продолжал свои рейды. Мирный договор был подписан в Мэне 15 декабря 1725 года и в Новой Шотландии 15 июня 1726 года с участием большого числа племенных вождей. Мир был подтвержден всеми, кроме Серого Локона, на встрече в Фалмуте летом 1727 года. Рейды Серого Локона прекратились в 1727 году, после чего он исчез из английских хроник.

## Последствия
В результате войны индейцы отказались от земель вдоль рек Кеннебек и Пенобскот, а западный Мэн перешел в руки британцев. Условия мирного договора переписывали на каждой крупной конференции по договору в течение следующих 30 лет, но серьезного конфликта в этом районе не было вплоть до войны короля Георга в 1740-х годах.
В Нью-Брансуике и Новой Шотландии договор ознаменовал значительный сдвиг в британских отношениях с микмаками и малеситами, которые отказались признать себя британскими подданными. Французы потеряли опору в Мэне, лишь Нью-Брансуик оставался под их контролем в течение ряда лет. Мир в Новой Шотландии продолжался 18 лет:167. Британцы взяли под свой контроль Нью-Брансуик в конце войны отца Ле Лутра. Это была единственная война, в которой вабанаки воевали против англичан на своих условиях и по своим собственным соображениям, а не в поддержку французских интересов.